# Saint-Ouen-Domprot

Saint-Ouen-Domprot este o comună în departamentul Marne, Franța. În 2009 avea o populație de 207 de locuitori.